# 科奎联盟
科奎联盟（西班牙語：Confederación del Cocuy）是前哥伦布时期纳萨人和乌瓦人组成的一个部落联盟。它在曾属于拉切人的科奎內華達山脈地区（今属哥伦比亚）形成。该联盟由科奎酋长领导。1541年，西班牙人与该联盟接触。
该联盟内部进行玉米、马铃薯、豆类、木薯、甘薯、南瓜、辣椒、古柯、棉花、纺织品、皮革、编篮、瓜壳、动物皮和盐等物品的交易。他们也与穆伊斯卡人和瓜内人进行贸易。
其政治组织形式类似于穆伊斯卡联盟：由各地的酋长组成体系，这些酋长向一位更高级的酋长纳贡。其中包括奇塔、乌拉（可能位于今埃尔阿托）、切瓦、“盐之镇”（今拉萨利纳）、奥加莫拉、潘克瓦和萨卡马等地的酋长。除“盐之镇”向奇塔进贡，其他地方都向科奎进贡。